# Erwin von Mattanovich
Erwin von Mattanovich (německy Erwin Anastasius Franz Edler von Mattanovich) (19. února 1861 Telč – 17. srpna 1942 Znojmo) byl rakousko-uherský generál. V c. k. armádě sloužil jako absolvent vojenské akademie od roku 1879, jako štábní důstojník působil u různých jednotek po celé monarchii, několik let mimo jiné strávil v Čechách a na Moravě. Za první světové války byl velitelem ve Štýrském Hradci (1914–1916) a v Sarajevu (1916–1918). V roce 1918 dosáhl hodnosti generála pěchoty, po zániku monarchie získal hodnost armádního generála ve výslužbě v československé armádě (1927).

## Životopis

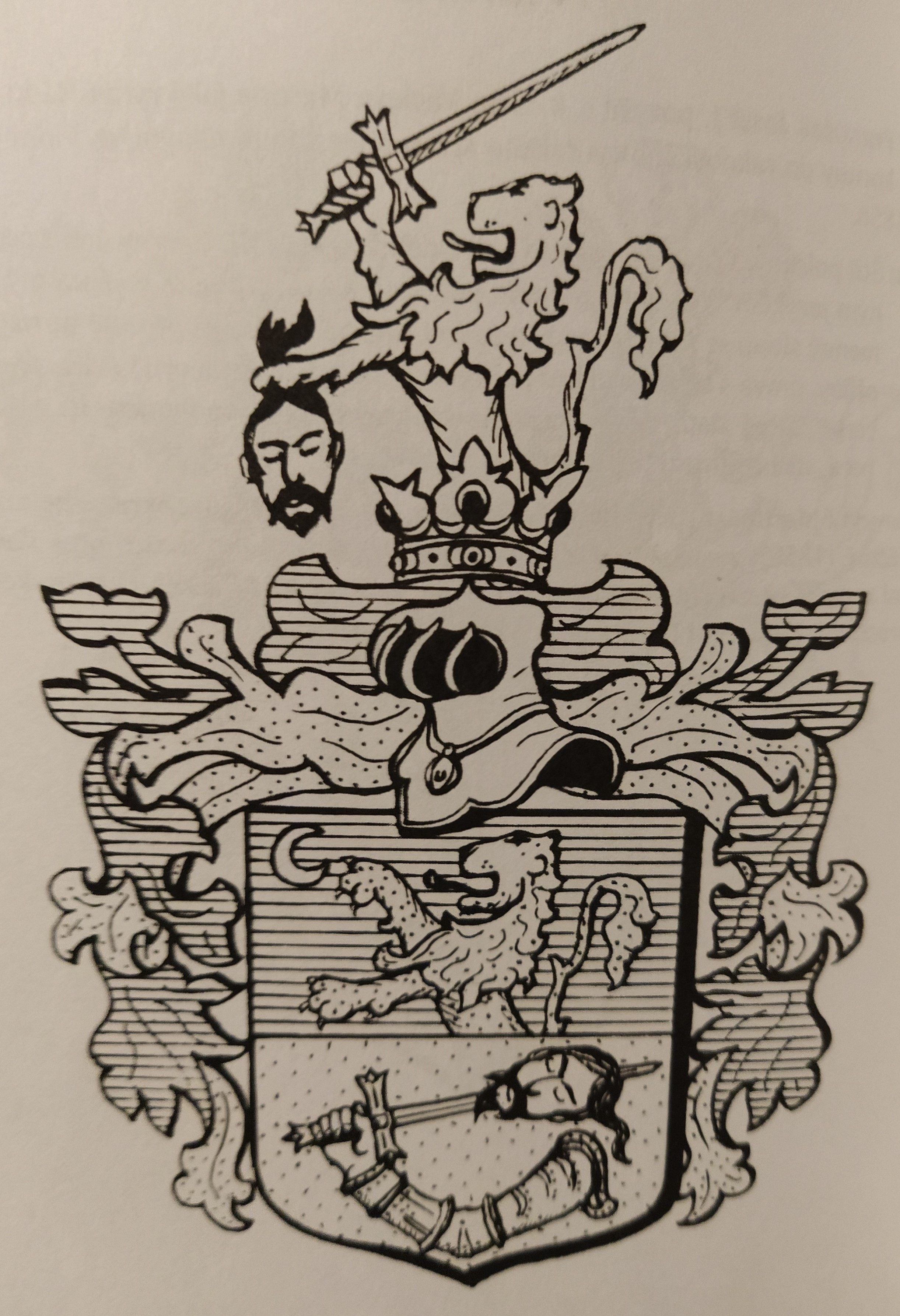
Erb rodu Mattanovichů z roku 1871

Pocházel z rodiny chorvatského původu (uváděn též jako Matanović), narodil se jako starší syn plukovníka Franze Mattanoviche povýšeného v roce 1871 do šlechtického stavu. Podle otcova služebního zařazení strávil dětství v Opavě, Brně a Novém Sadu, první vojenskou průpravu získal na kadetní škole v Sankt Pölten a jezdecké akademii v Hranicích. V letech 1875–1879 studoval na Tereziánské vojenské akademii ve Vídeňském Novém Městě a do armády vstoupil jako poručík u 18. pěšího pluku v Hradci Králové. V roce 1884 byl povýšen na nadporučíka, v letech 1886–1888 si doplnil vzdělání na Válečné škole (K.u.k. Kriegschule) a byl zařazen do sboru důstojníků generálního štábu. Poté sloužil v Rijece a Banja Luce, jako kapitán (1891) byl přeložen do Sarajeva, několik let strávil u 29. pěší divize v Terezíně (1892–1895). Krátce působil ve Štýrském Hradci a v Praze, v roce 1897 byl povýšen na majora a delší dobu pak sloužil u 55. pěší divize v Tarnopolu. Postupoval v hodnostech (podplukovník 1903, plukovník 1906) a od roku 1908 byl velitelem 93. pěšího pluku v Olomouci.
V roce 1911 byl povýšen do hodnosti generálmajora a převzal velení 3. horské brigády v Nevesinji v okupované Bosně. V roce 1913 byl přidělen jako zástupce velitele 3. armádního sboru ve Štýrském Hradci, kde také působil jako pedagog. Na začátku první světové války po odchodu většiny jednotek 3. armádního sboru na východní frontu převzal velení ve Štýrském Hradci (1914–1916) a k datu 1. listopadu 1914 obdržel hodnost polního podmaršála. Od roku 1916 byl velitelem v Sarajevu, v létě 1917 byl ze zdravotních důvodů odeslán na časově neohraničenou dovolenou, ale k datu 10. května 1918 byl povýšen do hodnosti titulárního generála pěchoty a závěr války strávil opět jako velitel v Sarajevu.
K datu 1. ledna 1919 byl penzionován a vzhledem k tomu, že nástupnické státy zaniklého Rakouska-Uherska převzaly finanční závazky k vysloužilým důstojníkům, požádal o zařazení do československé armády. Ve vojsku Československa obdržel v listopadu 1919 hodnost generála III. třídy ve výslužbě s nárokem na penzi, v roce 1927 mu byla přiznána hodnost armádního generála ve výslužbě. V meziválečném období žil střídavě ve Vídni a ve Znojmě, kde také zemřel.

## Řády a vyznamenání
- Jubilejní pamětní medaile (1898)
- Vojenský jubilejní kříž (1908)
- Řád železné koruny III. třídy (1911)
- Mobilizační kříž (1913)
- Vyznamenání za zásluhy o Červený kříž (1915)
- rytířský kříž Leopoldova řádu s válečnou dekorací (1915)
- komturský kříž Řádu Františka Josefa s hvězdou (1918)[17][18]